# Paul Ben-Victor
Paul Ben-Victor właśc. Paul Friedman (ur. 24 lipca 1965 w Brooklynie) – amerykański aktor telewizyjny i filmowy.

## Filmografia
- 1992: Wspaniały świat (jako parkingowy)
- 1993: Tombstone (jako Florentino)
- 1993: Prawdziwy romans (jako Luca)
- 1993: Ostatni żywy bandyta (jako Grubb)
- 1994: Pajęczyna kłamstw (jako detektyw Francinetti)
- 1996: Maksimum ryzyka (jako Pellman)
- 1998: Adwokat (jako Pasqueriella)
- 1999: Wariatka z Alabamy (jako D.A. Mackie)
- 1999: Koruptor (jako Schabacker)
- 2000: Charlie Cykor (jako Howard)
- 2003: Daredevil (jako Jose Quesada)
- 2006: Wszyscy ludzie króla (jako Lucas)

## Role w serialach
- Prawnicy z Miasta Aniołów (jako sierżant Costellano)
- Z Archiwum X (jako dr Aaron Monte)
- Kancelaria adwokacka (jako Bernard „Benny” Small)
- CSI: Kryminalne zagadki Las Vegas (jako Joey)
- Agentka o stu twarzach (jako Carter)
- Detektyw Monk (jako Al Nicoletto)
- Krok od domu (jako Paul Bosco)
- Prawo ulicy (jako Spiros „Vondas” Vondopoulos)
- The Chosen (jako Herod Antypas)